# Ian Bibby
Ian Bibby (Preston, 20 de desembre de 1986) és un ciclista anglès, professional des del 2009 i actualment a l'equip JLT Condor. Combina la carretera amb el ciclocròs.

## Palmarès
- 2010
  - Vencedor d'una etapa al Cinturó a Mallorca
- 2011
  - 1r al Tour of The Reservoir
  - Vencedor d'una etapa al Cinturó a Mallorca
- 2012
  - Vencedor d'una etapa al Mi-août en Bretagne
- 2015
  - Vencedor d'una etapa a l'An Post Rás
- 2017
  - 1r al Velothon Wales
- 2018
  - Vencedor d'una etapa a la New Zealand Cycle Classic
  - Vencedor d'una etapa a la Volta al Japó